# Kingdom Park Vaca Brava
O Kingdom Park Vaca Brava é um arranha-céu localizado na cidade de Goiânia, no Centro-Oeste do Brasil. Atualmente é o oitavo maior edifício já construído no país, e um dos arranha-céus mais altos da América do Sul, com mais de 175 metros de altura e 52 pavimentos.

## Diferenciais:
Com 52 pavimentos, já é considerado o edifício residencial mais alto do Centro-Oeste. Com vista para o Parque Vaca Brava, o empreendimento conta com paisagismo assinado pelos escritórios de Burle Marx e Haruyoshi Ono.

O empreendimento que passou por 42 meses de obras foi entregue em maio de 2020. Entre os destaques estão o pé direito mais alto de 3,4m, elevadores alta velocidade e usina eólica no topo do edifício para produção própria de energia, e tomadas de carregamento rápido para veículos elétricos. Os apartamentos são individuais por andar, de 482 metros quadrados variando entre 4 ou 5 suítes, sendo o último andar uma cobertura duplex, o preço médio gira em torno de R$ 4 milhões por apartamento.Parceria público-privada (PPP) - Através da lei municipal 10.346 de 17 de maio de 2019 foi criado o programa Adote Uma Praça o qual estabelece parâmetros para que sejam firmadas parcerias entre a Prefeitura de Goiânia e entidades privadas, pessoas físicas e jurídicas e também organizações sociais com a finalidade da manutenção e preservação de bens de uso público como praças e áreas verdes monumentos e Áreas Públicas Municipais (APMs). No caso do Kingdom, a parceria com investimentos privados de cerca de R$ 400 mil resultou na construção da Praça Burle Marx, com 700 metros quadrados o terreno adjacente ao empreendimento que antes era o canteiro lateral da avenida foi anexado a calçada, a agora praça tem uma ampla área caminhável com vegetação e bancos, e foi construída com apoio da comunidade local através de abaixo-assinado. 

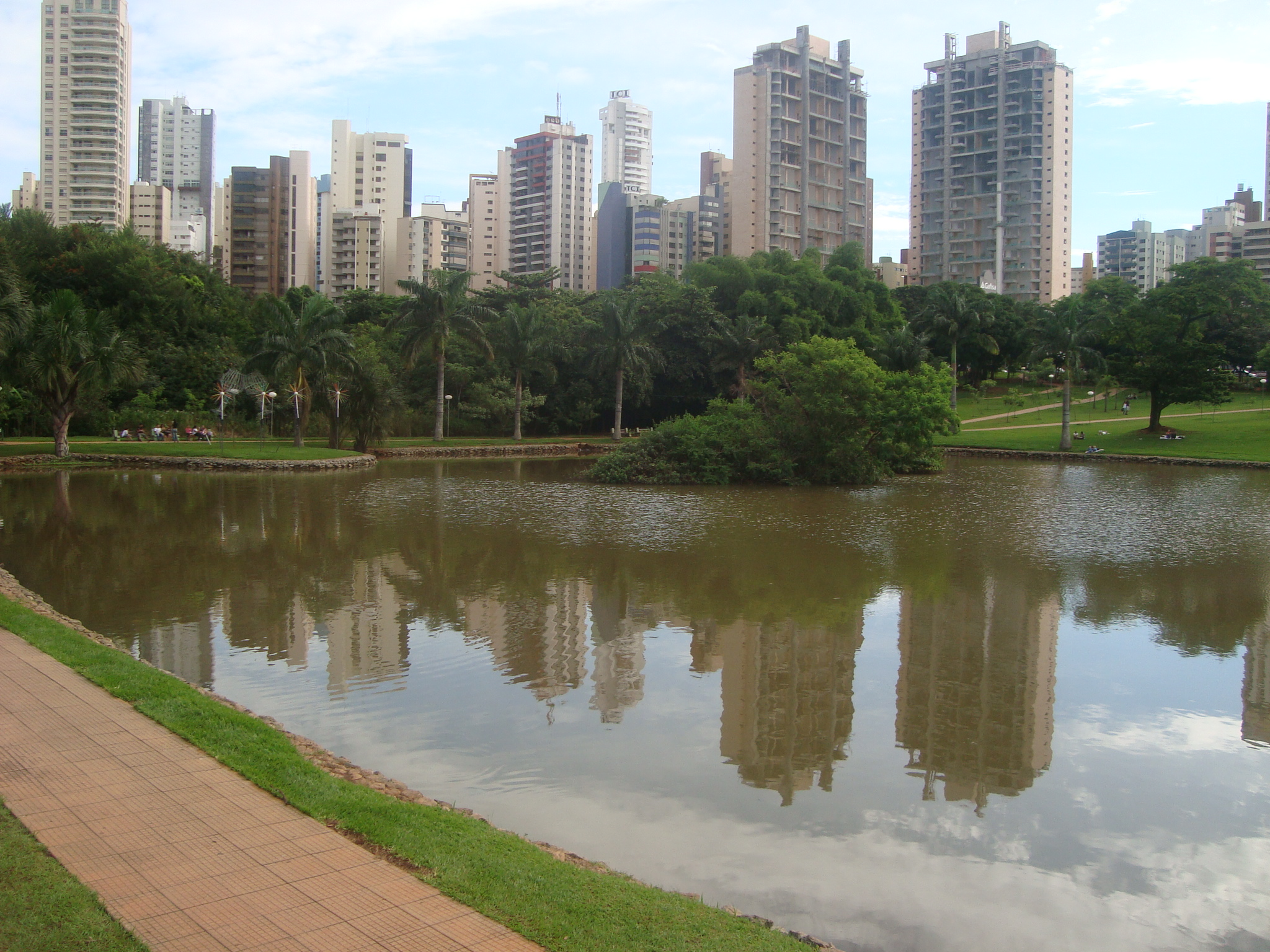
Parque Vaca Brava